# 明稜帝 梧桐勢十郎
『明稜帝 梧桐勢十郎』（めいりょうてい ごとうせいじゅうろう）は、かずはじめによる日本の漫画作品。私立明稜高校を舞台に、生徒会長・梧桐勢十郎と彼の周囲で起こる様々な騒動が描かれている学園漫画である。話数の単位は「案件n」。登場人物の一部は、『週刊少年ジャンプ』1997年3･4合併号に掲載された読み切り作品「外道」が原型となっている。

## 用語
ここでは、重要視される語句のみ記述する。
私立明稜高校（しりつめいりょうこうこう）
広大な敷地に12棟の校舎が立ち並び、生徒総数約5000人を数える日本有数の高等学校（マンモス校）。本作品の主な舞台となっている。この高校の生徒会は、全生徒および全職員を掌握するほど非常に強い権力を持つ。生徒会長は他の生徒から「明稜帝（めいりょうてい）」という俗称で呼ばれ、明稜帝の下には、「明稜四天王（めいりょうしてんのう）」という4人の強靭な生徒が君臨している。勢十郎が26代目明稜帝で、半屋の姉もまた明陵帝と呼ばれていた時代があった。
塔城工業高校（とうじょうこうぎょうこうこう）
明稜高校の近くにある高校。相当な不良校である模様。明稜高校と同じく、「塔城帝」の制度がある。合原の前任である先代の塔城帝は勢十郎の下僕だった。
備前梧桐流古武術（びぜんごとうりゅうこぶじゅつ）
勢十郎が学んだ古武術。相手を確実に仕留める技が多いという。
備前早良流古武術（びぜんさらりゅうこぶじゅつ）
備前梧桐流古武術の分派で、早良が学んだ古武術。分派だけあって、梧桐流の戦い方とよく似ている。

## 登場人物

### 明稜高校生徒会
梧桐勢十郎（ごとう せいじゅうろう）
本作品の主人公。伊織とクリフからは「セージ」と呼ばれる。
1年生の時に先代の生徒会長からその座を奪う形で明稜高校第26代目生徒会長に就任し、普通科2年1組に所属している。表面上は頭脳明晰・学業優秀・運動神経抜群で教師から信頼されている優等生だが、普段から非常に傍若無人な態度をとっている。さらに尋常ではない格闘能力を持ち、明稜高校の生徒たちからは「明稜帝」と呼ばれ、恐れられている。前髪が触角のように跳ね上がっており、目はつり上がっている。心の底から怒りを見せた時は不気味に笑い始める。食欲も尋常ではなく、昼食に弁当を20箱食べ、新年会の席では「ナベ将軍」の称号を得ている。学校内で喧嘩などの騒動が起こると率先して参戦するなど好戦的であり、面白そうなことがあれば急いで駆けつける。また、高いところが好きで少しでも人より高いところにいようとする。退屈なことが嫌いで、暇なときは生徒会メンバーに無理難題を申し付ける。世間の流行に対しては疎く、ロックバンドのことを全く知らなかったり、テレビゲームもほとんどやらず不得手で格闘ゲームでは速太・クリフや同じ初心者の伊織にも負ける。
備前梧桐流古武術の師範を父親に持ち、幼少時に父親から修行と称して虐待され続けた過去を持つ。力のある者から暴力を受けることの理不尽さと苦しさを人一倍理解している。無茶苦茶かつ横暴な振舞いで周囲の反感をしばしば買うが、それは他人のことを考えた上での不器用な行動であるため、最終的には彼に理解を示す者は多く、時に他者への気配りや配慮もするほど性根はとても心優しく、洞察力も鋭い。しばしば「明稜高校の生徒・教員は全て俺のもの」という趣旨の発言をするが、それは自分を表現することを苦手とする彼なりの思いであり、明稜高校を愛するがゆえの発言でもある。普段の行いのために周囲の誤解を受けやすい人物だが、伊織や彼女の父親のように、勢十郎の良き理解者も存在する。心身共に頑強で、人前では絶対に弱音を吐くことはないが、唯一伊織にだけは自分の弱い部分を見せることがある。
青木速太（あおき はやた）
普通科1年15組の明稜高校生徒会書記。本作品の語り手でもある。進学校の西和台高校で酷いいじめを受け続けたことで、明稜高校に転校する。教員から生徒会への入会を打診されて断れず生徒会室に入り、見習いとして働き始める。当初から自分がいじめを受けていることを勢十郎に見抜かれていた。佳澄から「勢十郎の過去と言葉の真意」を知ったことがきっかけで考えを改め、いじめの加害者に立ち向かったことで、勢十郎に助けられる。その後、勢十郎から生徒会役員見習いから書記に昇格した。勢十郎に逆らったり、クリフのように余計なことを言ったりはしないが、クリフの巻き添えを食らうことが多い。学業の成績はよく、テストでは学年総合3位に入る実力の持ち主である。
伊織佳澄（いおり かすみ）
普通科1年15組の明稜高校生徒会副会長で、生徒会の紅一点である。生徒会の雑務などはすべて彼女一人でこなす。勢十郎の幼馴染。美人で聡明な女性で、寡黙であまりしゃべらない。また、表情の変化に乏しいが無感情というわけではない。学校の成績は常にトップである。下駄箱にラブレターが毎日山のように入っていたり、多くの男子からプレゼントを贈られたり、ファンクラブも存在するほど男子生徒から絶大な人気を集めており、他校の生徒にもファンが大勢いるが、勢十郎を恐れて彼女がいる生徒会室に近寄る者はいない。勢十郎の数少ない理解者であり、勢十郎のことを見守ってきた。勢十郎を抑えることができる唯一の存在である。幼い頃に母親を亡くしており、伊織自身もその心の傷を引きずっている。家が道場ということもあり、華奢な外見とは裏腹に身体能力は非常に高い。
クリフォード・ローヤー
普通科3年18組の明稜高校生徒会元副会長。通称「クリフ」。基本的に陽気な性格をしている。アメリカの大企業「アメリカンローヤー・カンパニー」の社長の息子である。母親はアメリカの大富豪の娘、妹は有名な歌手、自身も小さな頃からモデルをしているという非常に裕福な環境の中で育つ。学校帰りに寿司屋へ寄ろうとしたり、勢十郎の命令で東京ドームを借り切ったり、校庭にコロシアムを1日で作らせるなど、財力は膨大である。そのため箱入り息子的な思考を持ち、パン屋でのアルバイトを経験したことで金を稼ぐことの大変さを知り、同時に金の大切さを初めて実感することになった。ローヤー家の長男という肩書きから、小さな頃は勉強やモデルの仕事をし、親に甘えることは滅多にない不自由な思いを強いられていた。アメリカの名門高校に進学する予定だったが、親の反対を押し切って明稜高校に入学したという経緯を持つ。勢十郎の陰口を言ったり、余計なことを言っては勢十郎に叩きのめされ、その都度復活している。勢十郎の横暴に巻き込まれることが多いが、勢十郎に対する信頼は厚い。
恵比須理平（えびす りへい）
進学科2年A組の明稜高校生徒会会計および科学部部長。高校に入る前にハーバード大学を卒業している。部費を上げてもらうために生徒会入会を希望し、学校のために役に立ちたいという強い思いを買われ生徒会に入会する。発明家でもあり、度々自身が製作した発明品を披露するが、どこかに欠陥があり役に立たない物が多い。21世紀までに鉄腕アトムを作ることを目標としており、鉄腕アトムを作るために伊織の感情パターンデータを収集しようと試みる。学校では滅多に姿が見られないことから、「幻の恵比須」と称される一方、本人は目立ちたがり屋である上デスメタル好きなど、勢十郎と共通点が多い。普段はボサボサの髪に無精ひげというステレオタイプのオタクや浮浪者のような外見をしているが、両親は美形夫婦らしく、母親似で本来はかなりの美男子で、整えた素顔を見たときは誰もが恵比須とわからなかった。素顔になった後に街で不良に絡まれた際に体を張って伊織を守ろうとしたことで、勢十郎に彼女との交際を唯一認めさせた。
肉（にく）
ミニチュア・ブルテリアの仔犬。「肉」というのは勢十郎がつけたもので、元の名前は「シーザー」である。粗暴な飼い主に捨てられて、校内に迷い込んだところを勢十郎に発見され、勢十郎が犬焼きにして食べようとしたが、小さくて不味そうという理由で太らせるために生徒会室に連れ込んだ。性格は凶暴で、クリフや速太に噛み付いており、散歩中も出会う人全てに吠えかかったり、所構わず糞をする。特に教師の里神楽に対してはいたずらの限りを尽くしている。伊織にだけは懐いており、よく甘えている。勢十郎が飼い主を殴り飛ばして1度引き取らせたが、再び生徒会室に現れ、勢十郎によって正式に「生徒会犬」に任命された。クリフ達が自宅で飼育しているわけではなく、どこから学校に来てどこに帰っているのかは誰も知らない。後によその家のスタンダード・ブルテリアに恋をする。なお、文庫本版には肉を主人公とした書き下ろし漫画「肉日記」が付いている。

### 明稜四天王
半屋工（はんや たくみ）
工業科2年C組に所属している少年。勢十郎の小学校の時からの喧嘩相手。左利きで喫煙者である。短髪で髪を染め、ピアスを右耳に5つ・左耳に2つ・右の眉毛に1つ開けており、さらに喉の下に入れ墨をしている。短気で好戦的な性格で言葉遣いも荒く、小学校の頃から周囲を寄せ付けずにいる。しかし、勢十郎曰く「クソ真面目」であり、義理堅く嘘のつけない素直な心の持ち主であるために、しばしばサル扱いされている。文庫版掲載『肉日記』では、工業科に迷い込んできた「肉」に昼飯の残りを分けるという一面を見せる。幼少時から空手を習っており、勢十郎に喧嘩で負けてから今日まで因縁を持つようになる。青木を負傷させて勢十郎を挑発したが、それが勢十郎の逆鱗に触れ、「公開処刑」の名の下に全校生徒の前で勢十郎に倒される。以降は勢十郎とは何度となく衝突しつつも、勢十郎と共闘したり幾度か拳を交えたり、四天王と行動を共にするようになる。勢十郎が半屋を呼び出す場合、必ず「決闘状」を送り付けるが、内容は新年会やテニスの試合に参加させるというパターンが多い。後に勢十郎によって風紀委員に任命される。美人だが喧嘩が強く、史上初の「女明稜帝」と呼ばれていた姉がおり、その姉の言いつけで部員不足のテニス部の幽霊部員となっている。姉には頭が上がらずいまだに逆らえないが、彼女の結婚祝いの品を買うために道場の先輩が経営しているお好み焼き屋でアルバイトをするなど、それなりに姉思いである。姉の結婚相手は半屋の担任で英語教師であったため、英語の授業には出ようとしなかった。御幸が男であることには気付いておらず、美少女相手の接し方であることから、他の四天王に比べて御幸には好意的。
八樹宗長（やつき むねなが）
体育科2年2組所属の少年。勢十郎の中学時代からの友人で、剣道部に所属している。ほかの四天王とは違い、振舞いや言葉遣いが温厚な好青年のため女子のファンが多い。高校に入ってから身長が伸び、185cmの長身である。中学時代はいじめに遭うことが多く、いつも勢十郎に助けられていた。高校に入ってからは剣道で強くなり、絡まれていた女子を助けるために不良を叩き伏せたことから四天王と呼ばれるようになった。中学生の頃から勢十郎の強さを見ているうちに、勢十郎を倒せるだけの強さを持ちたいという欲望が大きくなり、勢十郎を倒す機会を伺っていたが、その熱情が歪んだ形となって夜中に辻斬りまがいの行為を繰り返していた。しかし、辻斬りを行っていたことと自身の強い殺意が勢十郎によって露見し、勢十郎から渡された鉄の仕込まれた木刀で闘いを挑むも正拳一発で倒された。敗れてからは改心し、彼との関係も昔のように戻った。勢十郎から渡された木刀を常に持ち歩いており、不良を撃退するときなどに使っている。勢十郎の卑怯な手を知り尽くしているため、勢十郎の喧嘩の際は解説役になることがある。辻斬りを止めた後も裏のある性格は健在のようで、犯罪者の心理を理解し過ぎていたり、学校に立てこもった犯罪者を勢十郎達と叩きのめした際、唯一人せっかくだからという理由で攻撃を続けていた。生徒会室に入室するときには、いつもは開けているシャツの一番上のボタンを閉めている。身体能力は高いが戦闘スタイルが剣道である為、肉弾戦は不得意。
嘉神己一（かがみ きいち）
普通科2年に転入してきた少年。大柄で寡黙である。転入時、悪事を働いていた四天王の剣持晃を倒したことで、新しく四天王と呼ばれるようになる。幼い頃、慕っていた兄を喧嘩で亡くし、父親から極端な正義像を刷り込まれたことで、全ての「悪」に憎悪を抱くようになり、自分が「悪」と判断したものには容赦しない。中学時代、勢十郎と殺し合いに近い喧嘩をしたが、決着が付かなかった。柔道と柔術を我流にアレンジした武術を使う。東京ドームで勢十郎との戦いに敗れてからは、「悪」を許さないという基本の姿勢は変わらないものの、考えが少し変わった。八樹と行動を共にすることが多い。趣味は和食作りで、得意料理は「茄子のひすい煮鶏そぼろかけ」である。編物も得意で、毛糸の肩掛けを編んだことがある。福祉にも興味があり、病気の少年と知り合ってインターネットの掲示板や電子メールで交流した。女性らしい文章と趣味から、少年からは小柄で優しい人物と思われ、苗字だけで名乗っていたときは女だと思われていた。
御幸鋭児（みゆき えいじ）
芸能科2年に所属している明稜四天王の一人。見た目は美少女で女生徒の制服やルーズソックスを着用し、料理もプロ並みだが、生物学的な性別は男である。幼稚園生の時に勢十郎と出会ってからずっと彼に好意を寄せており、高校入学後にプロポーズするが勢十郎から断られる。その後、傷心でフランスに1年間留学していた。勢十郎の婚約者を自称し、そのため勢十郎から恐れられている。幼少の頃、父親から繰り返し虐待を受けており、「自分が女性であれば父親も優しくしてくれるだろうか」と思い始めたことが、女性として生きることに憧れを抱く一因となった。雑誌の取材を受けたりストーカーに遭遇したり、歌手のオーディションに合格したこともある。爪が割れたり手が傷つくのが嫌という理由から基本的には殴ることはせず、鉄板を仕込んだ靴を用いて蹴り技を多用する。強さは四天王と呼ばれるに相応しく、ストーカーも自分で叩きのめした。互いの因縁から、あまり好意的な態度を取ることの少ない四天王同士だが、唯一誰に対してもフレンドリーに接する。体格は小柄で平均的な女子生徒と比較しても大きくなく、女性のような見た目を利用して相手を油断させて戦う事が多い。

### その他
里神楽（さとかぐら）
数学Iを担当する新任教師。社会的なルールを守らない人間を許さず、融通が利かない性格をしている。生徒に対して嫌味な態度を取ったり、校則違反した生徒をほかの生徒の前で晒し者にしたり、生徒を無視して速いペースで授業を進めるなど、異常に厳しいため生徒からの人気は低く、全く人望が無い。ただし、その厳しい指導は生徒が社会に出てから落ちこぼれないようにと生徒のことを思っての里神楽なりの考えで、その考えに対しては勢十郎も認めていた。偶然目撃した勢十郎の喧嘩や暴挙を許せず、ビデオテープによる証拠を掴んで生徒会もろとも潰そうと画策するが、数学の授業中に現れた勢十郎から顔面に拳を叩き込まれそうになり、その時に晒した醜態を写真に収められ、後に勢十郎からはゆすりのネタとして使われる。「里神楽秀明（さとかぐら ひであき）」という息子がおり、顔・性格共に父にそっくりである。
伊織の父
正統な師範である勢十郎の父親が不在のため、代理で師範を勤めている。勢十郎も彼の前では礼儀正しく振舞っている。勢十郎が川田を殴り飛ばした時は、「彼はよほどのことが無い限りあのようなことはしない」と庇った。
川田秀活（かわだ ひでかつ）
伊織家の道場に通っていた大学生。父親が政治家で、その権力を笠に着て勝手な振舞いをしている。伊織を自分のものにしようと接近するが、まったく相手にされない。伊織の家で行われた新年会にて、酔っ払った勢いで伊織の母親を侮辱する発言をしたため、勢十郎に殴り飛ばされた。その後も懲りずに伊織に近づくが、その度に勢十郎に叩きのめされている。
高木麻由（たかぎ まゆ）
私立聖華中学2年生の女子生徒。電車内で見かけた勢十郎に一目惚れし、学校をサボって彼の後を追い明稜高校に侵入し、勢十郎の行動を密かに観察しようと試みる。
合原勝司（あいはら）
塔城工業高校を治める「塔城帝」に位置する男。性格は卑劣である。勢十郎の下僕だった前塔城帝を倒して塔城帝に君臨し、手下を引き連れ明稜の生徒を襲う「明稜狩り」を始める。勢十郎が伊織家の道場の代表で出場した空手の試合で勢十郎に惨めな負け方をしたことを根に持ち、さらに高校1年生の時に手下を引き連れて勢十郎と乱闘を起こした際に無期停学に追いやられ信用を無くしたことで、勢十郎を根深く逆恨みしている。勢十郎に決闘を申し込み、複数の手下を率いて明稜の生徒たちを巻き込み優勢に追い込むが、半屋と八樹の加勢により大半の手下が倒され、最後は勢十郎の一撃で倒された。
武実恵二（たけみ けいじ）
体育科3年の生徒。いくつかの部活を掛け持ちしている体育科の有名人。スポーツマンシップ溢れる人物だが、実際はスポーツを商売として捉えており、反則を合理的に利用する狡猾な考えの持ち主である。勢十郎が発案した「激戦サバイバル球技大会」のエアホッケー対決で、自身が仕掛けた罠で八樹が反則を行ったように装い、八樹を精神的に追い込み勝利する。決勝戦のゲートボール対決で今まで反則で勝ち登った勢十郎を丸め込み、正々堂々と勝負するように仕向け反則しようとするが、武実の意図を読んだ勢十郎に逆に反則を見破られ敗退する。その後、球技大会の商品のアメリカ旅行を勢十郎に渡されるが、旅行ではなく一年契約という形でアメリカで働くことになった。
剣持晃（けんもち あきら）
芸能科2年の元・明稜四天王。四天王の名欲しさに数人で前の四天王（普通科の拳法使いとのことだが未登場）を陥れて地位を獲得した。喧嘩の腕は素人相手には強いが、ほかの四天王に比べると実力は劣り、喧嘩の半分は「四天王」の肩書きで相手を威圧して勝っているようなものである。そのため、勢十郎やほかの四天王とは顔を合わせないよう極力避けていた。嘉神が転入してきた日、気に入らない生徒を痛めつけていたことが嘉神の怒りに触れ、逆一本背負いを食らって重傷を負った。それが全校に知れ渡ったことで四天王の名と面目を失う。その後は「芸能科最強の男」と名乗っている。御幸がフランス留学から戻ってきた後は御幸の配下になる。進学科のリーダーである田代国光とは犬猿の仲で、科の存続をかけて雪合戦で対決したことを機にそこそこ認めている。
早良継一（さわら けいいち）
普通科3年17組の生徒。「裏明稜帝」の異名を持つ。「備前梧桐流古武術」の分派「備前早良流古武術」の跡取りとして早良家に引き取られ、名前を「早良継一」に変えられた。頼まれれば倒したい相手を依頼者の代わりに倒すことを仕事としている。剣持からの依頼で嘉神を倒し、さらに勢十郎を挑発して早良家の道場へ呼び出して戦いを挑む。
辻沙耶子（つじ さやこ）
春園女子高校の生徒。毎回ダッシュで登校してくる速太を運動好きな人と勘違いし、速太にアイススケート場へのデートを申し込む。明稜生徒会に対して悪いイメージを持っていたため、速太が生徒会の人間と知り困惑するが、生徒会のメンバーと一緒にいる時の速太の姿を見て、改めて付き合って欲しい想いを告白し、速太ともう1度スケートに行く約束を交わし、その後も二人でスケート場でデートを続けている（他に行くところが分からないためスケートにしか行っていないらしい）。
田代国光（たしろ くにみつ）
進学科の生徒。眼鏡を掛けている。エリート意識が高く、芸能科の人間を見下している。そのため剣持とは非常に仲が悪い。学科の存続をかけて剣持と雪合戦で対決するが、各々の学科のほかの生徒も加わった真剣勝負の結果、勝負は有耶無耶のまま終了した。その後は剣持や芸能科をそこそこ認めるようになる。子供の頃は野球選手になるつもりであった。
幕真（まくま）
暴走族「愚流（グール）」の5代目総長。命をなんとも思っておらず、適当な獲物を見つけて痛めつけることを楽しむ残忍な性格をしている。半屋を慕っていた後輩を事故に装って殺害した。後輩の仇を討つため単身で愚流に乗り込みんだ半屋を「処刑隊」を呼んで暴行するが、勢十郎と四天王の活躍で処刑隊は全滅し、勢十郎の叱責を受けて朦朧状態から目覚めた半屋の一撃で倒された。その後、勢十郎が幕真の悪行を録音した超小型マイクを御幸が警察に提供したことで主力メンバーと共に逮捕された。
勢十郎との戦いでは、メリケンサックを装備しての打撃を囮に、ナイフで敵を攻撃する戦法を見せた。
処刑隊（しょけいたい）
愚流の各特攻隊長とは名ばかりの、幕真が集めたプロ級格闘家の精兵とされる4人。改造スタンガン使い、小柄な警棒使い、大柄でサングラスをかけたスキンヘッドの男、髪を逆立てたピアスをした男で構成されている。しかし、実際は勢十郎や四天王の足元にも及ばない程度の実力しかなく、不意打ちなど卑怯な手もあっさり見抜かれ半屋を助けに来た勢十郎たちにあっという間に全滅させられるなど、プロ級格闘家とは程遠い。ただし、そのうちの一人は改造スタンガンを使い大人数との戦いで既に疲労していた半屋を不意打ちで倒しているが、勢十郎に対してはゴム手袋を装備していた為に通用せず、勢十郎の一撃で戦意を喪失し追加の一撃で叩きのめされた。
クロ助（クロすけ）
勢十郎の父親の門下生で『備前梧桐流古武術』の使い手。勢十郎の父親が日本にいた時からの弟子で、ブラジルに移った後も彼の元で修行を続けてきた。ポルトガル語が話せる。勢十郎をブラジルに連れて来るようにとの命令を受けて明稜高校を訪れるが、実際は後継者の座を狙っており、師範の息子である勢十郎を目障りに思い戦いを挑む。拳法の腕前は勢十郎を凌ぐほどの実力者だが、クロ助の蹴りを受けて流血した勢十郎の殺意と憤怒に満ちた台詞を聞き、勢十郎の成長ぶりを見届けようとする。以降は明稜高校の食堂で働くようになる。
二条南王海（にじょう なおみ）
音楽科2年の生徒。学園の理事長の孫であり、南々海の双子の兄でもある。学園のアンチ勢十郎派のリーダー的存在で、かつて勢十郎と生徒会長の座をかけて選挙で戦って敗北したことがあり、生徒会長の地位を手に入れて権力を握るため、勢十郎をリコールして再選挙に持ち込む。勢十郎によってこれまでの悪事が露見し、全校生徒からの信頼を一気に失い、勢十郎に一喝されて戦意喪失する。その後、海外へ留学する。
二条南々海（にじょう ななみ）
音楽科2年の生徒で南王海の双子の妹。兄と同じくストレートな黒髪を持ち、作中のセリフで「日本人形二体セットのような」と、モブに「人形みたいな兄妹」と表現される。南王海を生徒会長にするために彼の計画に加担する。南王海を敬愛していたが、南王海本人にとっては利用できる道具の1つにすぎなかった。南王海と違い、最終的には学内に残る。
しんちゃん
不良少年グループのリーダー。法律では罪には問われない14歳未満であることを盾に、ゲーム感覚で窃盗行為を繰り広げるが、度が過ぎて年上の不良グループに襲われることになる。勢十郎と四天王によって助け出され、反省して泣きじゃくるが、勢十郎によって警察に出頭しに行かされることとなる。

## 書誌情報

### 単行本
集英社ジャンプコミックス
1. 「転校生青木速太」 1998年5月6日発行 ISBN 4-08-872556-5
2. 「四天王八樹宗長」 1998年7月8日発行 ISBN 4-08-872578-6
3. 「キレる奴」 1998年9月7日発行 ISBN 4-08-872604-9
4. 「四天王嘉神己一」 1998年11月9日発行 ISBN 4-08-872628-6
5. 「裏明稜帝」 1999年2月9日発行 ISBN 4-08-872671-5
6. 「会計募集」 1999年4月7日発行 ISBN 4-08-872699-5
7. 「最強の四天王!!」 1999年6月8日発行 ISBN 4-08-872724-X
8. 「四天王VS愚流!!」 1999年9月8日発行 ISBN 4-08-872761-4
9. 「使者」 1999年11月9日発行 ISBN 4-08-872786-X
10. 「大騒ぎ」 2000年2月7日発行 ISBN 4-08-872824-6

### 廉価版
集英社ジャンプリミックス
1. 明稜帝梧桐勢十郎登場!編　2004年11月22日発売、ISBN 978-4081067664
2. 四天王嘉神己一!編　2004年12月6日発売、ISBN 978-4081067732
3. 最強の四天王登場!そして…編　2004年12月20日発売、ISBN 978-4081067800

### 文庫版
集英社文庫
1. 2006年12月14日発売、ISBN 978-4086185387
2. 2006年12月14日発売、ISBN 978-4086185394
3. 2007年2月16日発売、ISBN 978-4086185400
4. 2007年2月16日発売、ISBN 978-4086185417
5. 2007年3月16日発売、ISBN 978-4086185424
6. 2007年3月16日発売、ISBN 978-4086185431

## 批評
フリーライターの来栖美憂は、1990年代の「少年ジャンプ」における男の娘作品の例として、本作の登場人物である御幸鋭児を取り上げており、「容姿・女らしさを兼ね備え、かわいいだけでなく強さ腹黒さを持ち合わせた魅力的なキャラだが、あまり有名でないのが残念である。」と評価している。